# Pedicia pyrenaica
Pedicia pyrenaica is een muggensoort uit de familie van de Pediciidae. De wetenschappelijke naam van de soort is voor het eerst geldig gepubliceerd in 1888 door Verrall.

## Voorkomen
De soort komt voor in Frankrijk.